# Râul Șipot, Canalul Timiș
Râul Șipot este curs de apă, de pe versantul nordic al Masivului Postăvarul, interceptat de Canalul Timiș.

## Hărți
- Harta Județului Brașov
- Harta Orașului Brașov
- Harta Munților Postăvaru  Arhivat în 3 august 2008, la Wayback Machine.